# Pierre Capdeville
Pierre Capdeville (Villefranche-de-Conflent, 29 janvier 1908 - Paris, 2 mars 1980) est un entomologiste français spécialisé dans les lépidoptères Parnassiinae.

## Sa vie
Il est ancien élève de l'École polytechnique.

## Travaux
Après une première note publiée dans la revue Alexanor, Pierre Capdeville souhaite y publier une étude plus approfondie sur le Parnassius apollo. Jean Bourgogne, alors directeur de la revue, trouve le travail trop volumineux. Il contacte alors la société Sciences Nat qui cherche des auteurs. Ce travail est publié en six fascicules bilingues Français-Allemand. En tant qu'auteur, Pierre Capdeville s'occupe lui-même de toute la partie illustrations, cartes et photographies d'exemplaires de sa collection.
Il prépare deux autres ouvrages, l'un sur les variations individuelles du Parnassius apollo, l'autre sur l'ensemble des Parnassius de la faune paléarctique.
Vers la fin de sa vie, c'est l'artiste qui prend le pas sur le technicien. Il réalise des aquarelles de lépidoptères, dont une série de quatre est publiée.
Son importante collection est léguée au Muséum national d'histoire naturelle de Paris. 

## Taxa dédiés
- Imbrasia capdevillei Rougeot, 1979
- Parnassius epaphus capdevillei Epstein, 1979
- Peridinium capdevillei Balech, 1959
- Protoperidinium capdevillei Balech, 1959